# Draginje (Czarnogóra)
Draginje (cyr. Драгиње) – wieś w Czarnogórze, w gminie Ulcinj. W 2011 roku liczyła 72 mieszkańców.